# Образовање у Норвешкој
Образовање у Норвешкој је обавезно за децу од 6-16 година. Школска година у Норвешкој траје од средине августа до краја јуна следеће године. Божићни празник је од средине децембра до почетка јануара и дели норвешку школску годину на два дела. Тренутно други део почиње почетком јануара.

## Законска регулатива
Влада усваја предлоге за циљеве и оквире образовања, док је Министарство образовања и истраживања највише административно тело у земљи и одговорно је за спровођење националне школске политике. Заједнички национални стандард је осигуран кроз законе, прописе и наставне планове и програме. Просветна инспекција у свакој области је одговорна за извештавање, надзор и контролу поштовања закона, прописа, учешће у развоју квалитета, информисање, вођење и текућа административна питања. Дирекција за образовање основана је 15. јуна 2004. године. Она има задатке у оквиру развоја, процене, администрације и информисања. Последњих година дошло је до значајног делегирања одговорности и овлашћења за доношење одлука са државе на општине и округе. Општине су одговорне за рад и управљање основним школама, док су окрузи одговорни за више средње школе. Закони и курикулум пружају обавезујући оквир, али у њима општина, школа и наставници могу утицати на курикулум и методе рада. Појединачну школу води директор и има различита већа и одборе. Држава даје значајне финансијске субвенције за рад основних и средњих школа. Држава је одговорна за универзитете и факултете.
У 2016. години, међу земљама ОЕЦД-а, Норвешка је потрошила највише новца на образовање: 6,3% бруто домаћег производа. 

## Нивои образовања
У Норвешкој постоје следећи нивои образовања, и то су:
- Вртићи

Вртићи су установе за децу млађу од шест година..
- Основне школе

Основна школа у Норвешкој траје десет година. Ученици почињу школовање са навршених шест година. Основни ниво школе састоји се од 1. до 4. разреда, средњи ниво од 5. до 7. разреда основне школе. Виши средњи ниво обухвата 8. до 10. разреда основне школе.
- Средњошколско образовањеОсновна школа Jessheim

Средњешколско образовање је сво образовање између основне школе и вишег/високог образовања. Ученици виших средњих школа стичу студијске или стручне квалификације. Средње образовање у Норвешкој заснива се првенствено на јавним школама: 2007. године 93% ученика средњих школа похађало је јавне школе. До 2005. године, по норвешком закону приватне средње школе су сматране нелегалним, осим ако нису нудиле „верску или педагошку алтернативу“, па су једине постојеће приватне школе биле верске (хришћанске), Стеинер/Валдорф, Монтессори школе и Даниелсен. Прва „стандардна“ приватна виша средња школа отворена је у јесен 2005. „Videregående skole” је еквивалент средњој школи.
- Народне средње школе Народна средња школа у јужној Норвешкој

Народне средње школе пружају опште образовање из различитих предмета који се разликују од школе до школе. Школе су углавном једногодишње и намењене младима и одраслима. Народне средње школе немају формалне испите и обично су интернати. Многи имају наставу суботом.
- Стручне школе

Стручне школе у Норвешкој пружају стручно образовање које се може директно користити у радном животу. Образовање се заснива на вишем средњем образовању или еквивалентном претходном учењу, односно искуству. Школовање се може одвијати упоредо са пуним или непуним радним временом, или се може организовати као обука путем интернета.
- Више / високо образовање Универзитет у Ослу

Више / високо образовање укључује образовање на универзитетима и факултетима.. Већину високошколских установа у Норвешкој води држава, али постоје и неки приватни факултети.
Уз реформу квалитета, високо образовање има другачију структуру степена него раније. Обим студија и систем оцењивања на универзитетима и факултетима такође су се променили. 
- Континуирана едукација

Континуирано образовање је образовање које се односи на обнављање, проширивање или ажурирање знања. Такво континуирано образовање може се похађати у редовним образовним институцијама или, на пример, као образовање одраслих или учење на даљину.

## Статистички подаци
У 2007. години 79,1% становништва у Норвешкој старије од 16 година наставило је образовање,након основне школе 43,1% имало је средње образовање, а 25,9% универзитетско или факултетско образовање. У академској 2006/2007. години 198.800 студената је дипломирало на норвешким универзитетима и високим школама, а 60% свих студената у 2007. години биле су жене. 

## Финансирање
- Државни фонд за образовне зајмове даје стипендије и зајмове ученицима и студентима у редовним вишим средњим школама, народним школама, факултетима и универзитетима. . Државни фонд такође подржава ученике библијских школа, уметничких школа, информатичких школа, кратког, стручног образовања у приватним школама, као и основно и средње образовање за одрасле који имају право на такво образовање. Позајмице се одобравају на основу имовинског стања.